# Кафява новозеландска жаба
Leiopelma hamiltoni е вид земноводно от семейство Leiopelmatidae. Видът е критично застрашен от изчезване.

## Разпространение
Разпространен е в Нова Зеландия.